# Elisabethbrücke (Budapest)
Die Elisabethbrücke (ungarisch Erzsébet híd) ist eine der neun Straßenbrücken über die Donau in der ungarischen Hauptstadt Budapest. Sie ist die nächste Brücke unterhalb der Széchenyi-Kettenbrücke und verbindet Buda zwischen Burgberg und Gellértberg mit dem Platz des 15. März (ungarisch Március 15. tér) in Pest.
Die Brücke ist nach der österreichischen Kaiserin und ungarischen Königin Elisabeth benannt, die deren Fertigstellung nicht mehr erlebt hat.

## Erste Brücke

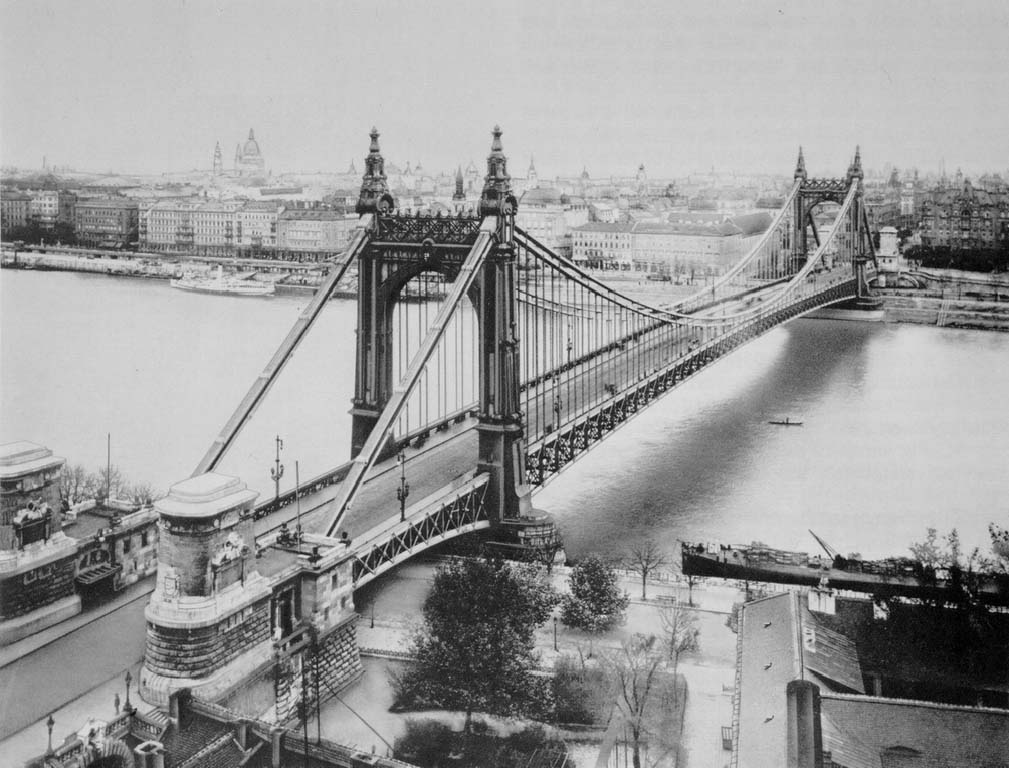
Die erste Elisabeth-Brücke
im Jahr 1903

Dem Bau der Elisabethbrücke ging ein internationaler Planungswettbewerb voraus. Aus den 53 eingereichten Entwürfen wurde das Konzept einer Hängebrücke mit dem ersten Preis ausgezeichnet, das aber nicht realisiert werden konnte, da es in Ungarn kein den Anforderungen entsprechendes Material für die Drahtseile gab. Daher erstellte die Brückenabteilung des Handelsministeriums unter Aurél Czekelius und Antal Kherndl ein neues Konzept für eine Kettenbrücke. Der Bau begann 1897. Im Jahre 1902 wurde eine Bewegung des Ankerbauwerks auf der Buda-Seite festgestellt. Deshalb wurden alle Verankerungen verstärkt und auf beiden Seiten mit 17 m hohen Bauwerken belastet, so dass keine weiteren Bewegungen mehr auftraten. Während des Baues wurde sie Schwurplatzbrücke (eskütéri-hid) genannt.
Die Elisabethbrücke wurde am 10. Oktober 1903 eingeweiht. Die an den Ufern aufgestellten schlanken Pylone, die mit ihren Querverstrebungen jeweils ein hohes Tor bildeten, das durch zusätzliche gusseiserne Spitzen und Ornamente verziert war, bestimmten das Bild der Brücke. Das leicht nach oben gewölbte und mit einer Eisenfachwerkkonstruktion versteifte Brückendeck hatte eine elf Meter breite vierspurige Fahrbahn und zwei je 3,50 Meter breite Gehwege. Zwischen den Pylonen hingen auf beiden Seiten je zwei übereinander angeordnete Kettenstränge, die aus mehreren dicht nebeneinander liegenden flachen Augenstäben bestanden. Die Verbindungsglieder der oberen Ketten waren gegenüber denen der unteren Kette um eine halbe Stablänge versetzt, so dass die an ihnen befestigten vertikalen Hängestäbe abwechselnd an der oberen und der unteren Kette befestigt waren. Die kurzen Brückenrampen außerhalb der Pylone waren eigenständige Konstruktionen aus Stahlfachwerk; sie wurden nicht von den Kettensträngen getragen, die steil zu den Ankerbauwerken abfielen und außerhalb der Pylone keine Hänger hatten. Das Brückenbauwerk war insgesamt 378,60 Meter lang und überquerte die Donau mit einer Spanne von 290 Metern. Sie hatte damit die größte Spannweite aller Kettenbrücken, bis die Hercílio-Luz-Brücke 1926 einen weiteren Rekord aufstellte.
Am Ende des Zweiten Weltkriegs wurde die Brücke am 18. Januar 1945 beim Rückzug von den deutschen Truppen gesprengt. Sie ist die einzige der Brücken in der Hauptstadt Ungarns, die nach dem Krieg nicht originalgetreu wiederaufgebaut wurde, da sie dem modernen Verkehrsaufkommen gewachsen sein sollte.

## Zweite Brücke

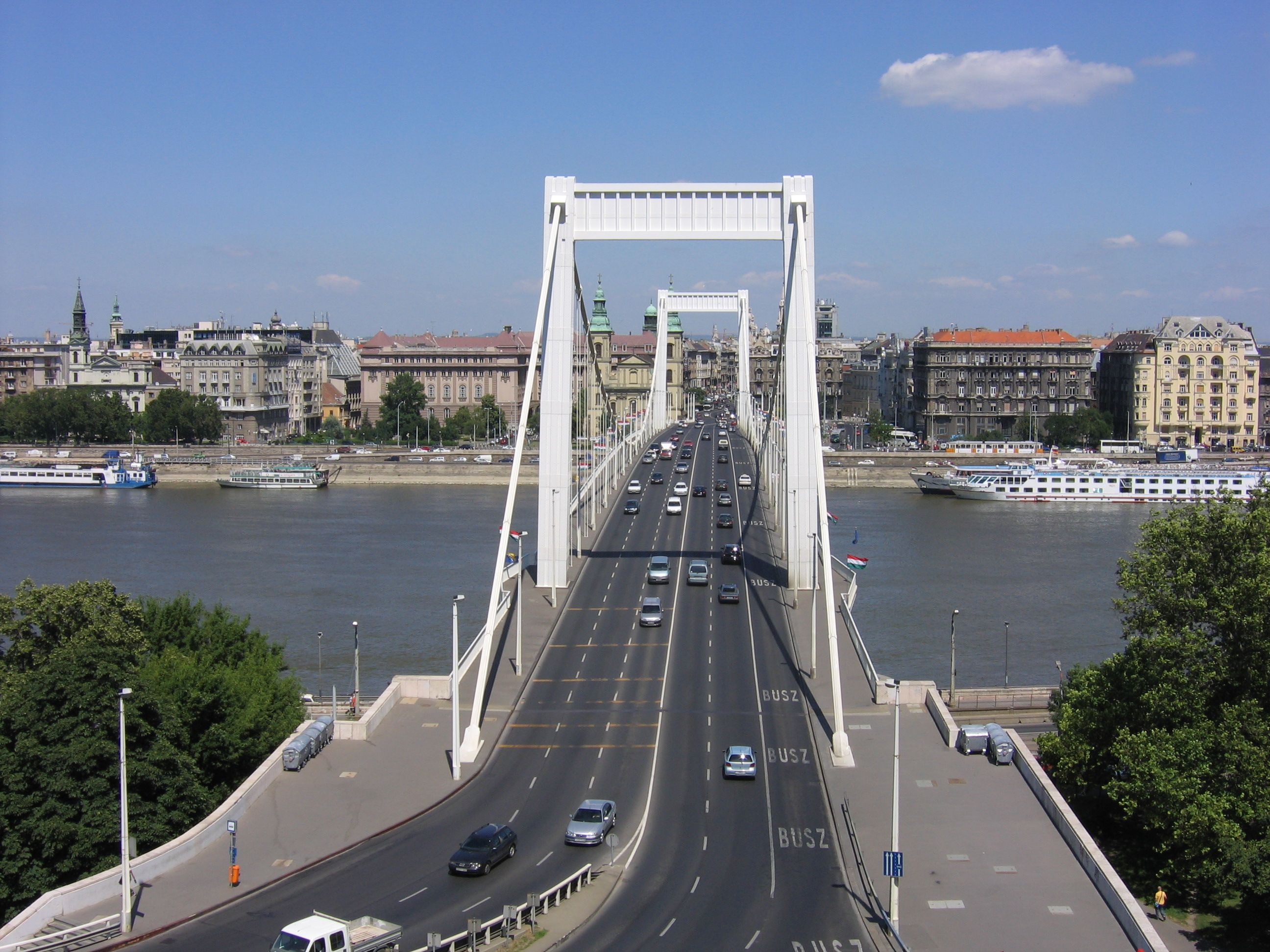
Blick auf die zweite Brücke, Blickrichtung Pest

Erst im Jahr 1959 begann der Bau einer neuen, breiteren Hängebrücke aus Stahl an derselben, der schmalsten Donaustelle in Budapest. Sie entstand nach Plänen des Architekten Pál Sávoly und hat die gleiche Länge wie die erste Brücke, ist aber deutlich breiter. Die ursprünglichen Pfeiler wurden wieder verwendet und die Konstruktion ahmt den Bogen der früheren Brücke geschickt nach. Das neue Bauwerk wurde 1964 dem Verkehr übergeben. Ein Wiederaufbau der Originalbrücke hätte die Kosten für einen Neubau deutlich überstiegen.
Das insgesamt 27,55 Meter breite Brückendeck hat eine 18,20 Meter breite Fahrbahn mit sechs Spuren und zwei 4,45 Meter breite Gehwege. Das Brückendeck hat eine Bauhöhe von 3,10 Meter und ist als orthotrope Platte ausgebildet. Die Tragkabel bestehen aus Drahtseilen. Jeweils 115 Drähte wurden zu Seilen mit einem Durchmesser von 54,5 Millimeter zusammengefasst. 61 solcher Seile wurden zu einem Tragkabel vereint, das von großen Seilklemmen in einem Sechseck zusammengepresst wird. Die Tragkabel haben einen Durchhang von 29 Meter und somit ein Pfeilverhältnis von 1:10.
Am Budaer Ende der Brücke steht das Denkmal des heiligen Märtyrerbischofs Gellért. Der Legende nach haben die Ungarn den missionierenden Bischof von dort in einem Holzfass in die Donau geworfen. Das Denkmal wird durch die Kolonnade hinter ihm und durch die dem Gellértberg entspringende Naturquelle unterstrichen, die unter dem Denkmal als Wasserfall in einen Brunnen fließt.
Die Brücke in Medien
Die aktuelle Brücke ist auf einer 50-Fillér-Münze von 1969, einer 1-Forint- sowie einer 1-Forint-Briefmarke und einer 10-Forint-Briefmarke von 1964 abgebildet. Ein detailliertes Modell der alten Elisabethbrücke (vor 1945) ist im Deutschen Museum in München zu besichtigen.
|  |  |  |